# Karel Pacner

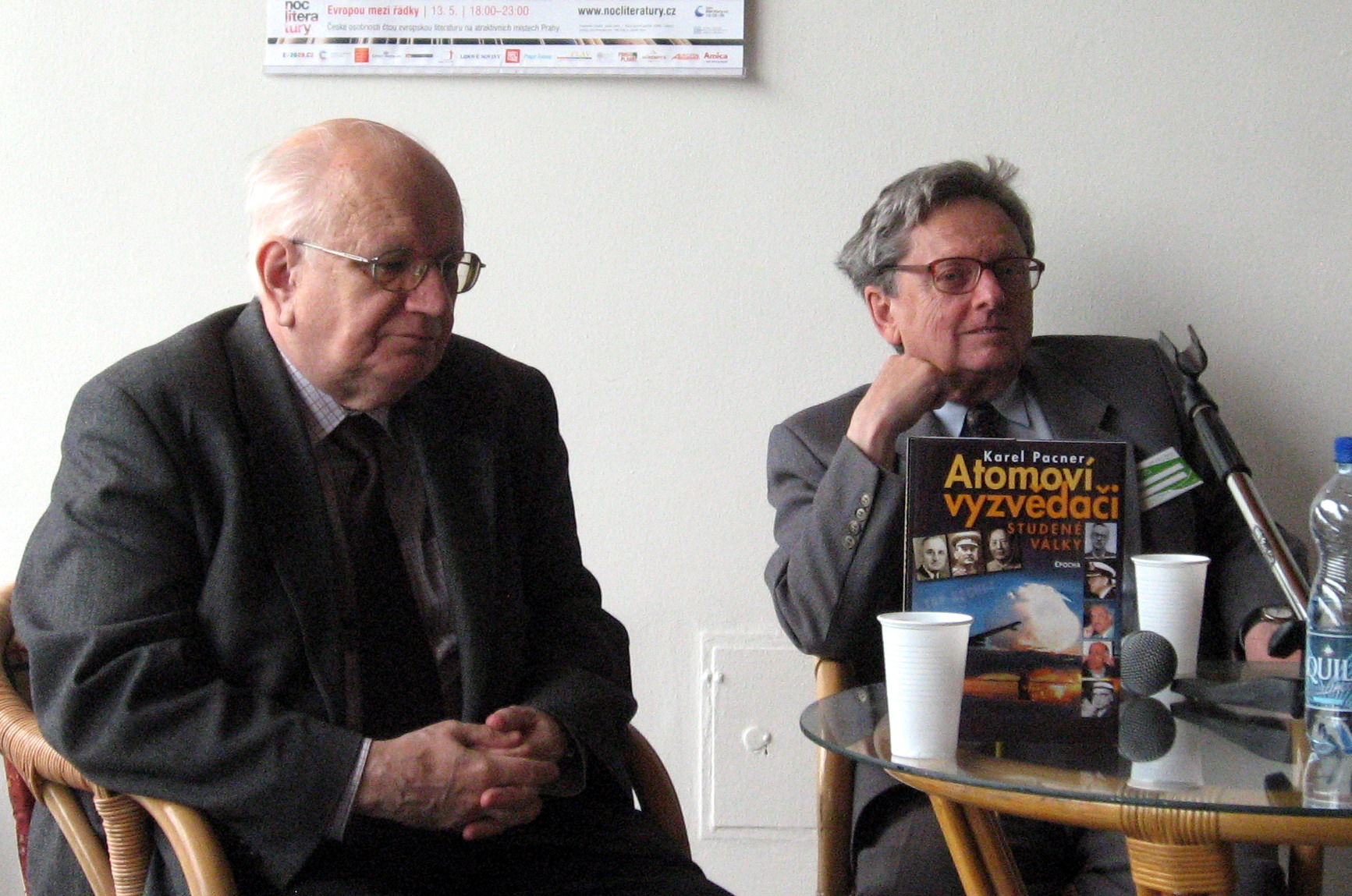
Zleva: Karel Pacner a Antonín Vítek

Karel Pacner (29. března 1936 Janovice nad Úhlavou – 7. dubna 2021 Praha) byl český publicista, žurnalista a spisovatel.

## Životopis
Hned po absolvování Vysoké školy ekonomické v Praze nastoupil v létě 1959 do redakce deníku Mladá fronta jako redaktor pro popularizaci vědy a po čase zde vedl sobotní přílohu. Do roku 1966 byl jediným členem redakce, který nebyl v KSČ (ze strany byl „vyškrtnut“ roku 1970). V roce 1969 byl jako novinář v USA na startu mise Apolla 11. Později začal psát knihy o kosmonautice a vesmíru, po roce 1989 i o nejnovějších dějinách a špionáži. Jen dvě z jeho knih patří do žánru sci-fi.
V listopadu 1989 byl jedním ze tří zástupců šéfredaktora Mladé fronty, kteří řídili chod redakce, než byl zvolen nový šéfredaktor. Pracoval i v MF DNES, na kterou se na podzim 1990 přetransformovala Mladá fronta. Na jaře 2001 odešel do penze. I nadále spolupracoval s MF DNES a s některými dalšími časopisy, rozhlasem a televizí.
Byl členem Klubu autorů literatury faktu (KALF) a Obce spisovatelů. V roce 2008 se podílel na kritice financování občanské iniciativy Ne základnám. Obdržel ceny za popularizaci Akademie věd ČR a Rady vlády pro vědecký a technologický rozvoj ČR. V dubnu 2021 se objevil návrh udělit mu i státní vyznamenání, k tomu však v roce 2021 nedošlo.

## Dílo

### Knihy
- Na obou březích vesmíru. Praha: Čs. spisovatel, 1968 – reportáže dokumentující tehdejší úroveň kosmonautiky
- …a velký skok pro lidstvo. Praha: Albatros, 1971, 1972 – reportáž o letu Apolla 11 na Měsíc
- Hledáme kosmické civilizace. Praha: Práce, 1976 – o pátrání vědců po mimozemských bytostech ve vesmíru
- Kolumbové vesmíru. Praha: Mladá fronta, 1976 – personifikované dějiny raketové techniky a kosmonautiky
- Sojuz volá Apollo. Praha: Albatros, 1976 – reportáž o společném letu Sojuz-Apollo.
- Hlavní konstruktér. Praha: Albatros, 1977 – biografie S. P. Koroljova, jednoho ze zakladatelů praktické kosmonautiky
- Devět dnů kosmických (spolupráce M. Rebrov a O. Dufek). Praha: Mladá fronta/Praha a Mladá garda/Moskva, 1978 – reportáž o letu prvního čs. kosmonauta V. Remka, prokládaná reportážemi o přínosu čs. vědců výzkumu vesmíru
- Cesta na Mars 1998–99. Praha: Albatros, 1979 – fiktivní rekonstrukce cesty prvních lidí na Mars ve formě sci-fi (tzv. hard sci-fi, resp. technologická sci-fi)[13][chybí lepší zdroj]
- Kosmonauti 20. století. Praha: Albatros, 1986 – malá obrazová encyklopedie kosmonautiky pro děti od 10 let
- Města v kosmu: Kosmická budoucnost lidstva, svazek I. Praha: Mladá fronta, 1986 – pohled na budoucí vývoj kosmonautiky ve prospěch obyvatel Země včetně využití zdrojů Měsíce
- Polidštěná Galaxie: Kosmická budoucnost lidstva, svazek II. Praha: Mladá fronta, 1987 – cesty lidí k planetám, využití sluneční soustavy, výpravy ke hvězdám a možnost kontaktu s inteligentními mimozemšťany
- Poselství kosmických světů. Praha: Panorama, 1987 – nový pohled na hledání kosmických civilizací
- Dobyvatelé sluneční soustavy – novela SF vyšla na pokračování v časopisu VTM, 1989
- Odkrytá tajemství UFO. Praha: Videopros MON, 1991. – ISBN 80-7024-012-1 – vědecký pohled na UFO, odhalování různých pseudokosmických mýtů
- Atomoví špioni. Praha: Šulc a spol., 1994. – ISBN 80-85636-11-5 – historie atomové špionáže 1938–45
- Tajný závod o Měsíc. Praha: Bohemia, 1997. – ISBN 80-85803-25-9 – sovětsko-americké soutěžení o vysazení prvních lidí na Měsíci v 60. letech
- Osudové okamžiky Československa. Praha: Themis, 1997 – ISBN 80-85821-46-X; 2., doplněné vydání, Praha: Albatros, 2001. – ISBN 80-00-00987-0 – historické reportáže o klíčových okamžicích republiky: 1918, 1938, 1945, 1948, 1968, 1989, 1992
- Československo ve zvláštních službách (4 díly). Praha: Themis, 2001–2002. – ISBN 80-7312-012-7 ; ISBN 80-7312-013-5 ; ISBN 80-7312-002-X ; ISBN 80-7312-008-9 – historie čs. špionáže 1914–1990
- Velké špionážní operace: První a druhá světová válka. Praha: Albatros, 2003. – ISBN 80-00-01251-0
- Velké špionážní operace: Studená válka. Praha: Albatros, 2004. – ISBN 80-00-01316-9
- Vyzvědačky pod rudou hvězdou. Praha: Brána, 2005. – ISBN 80-7243-248-6 – Ženy v komunistických tajných službách
- Kosmičtí špioni. Praha: Albatros, 2005 – špionáž proti raketám a špionáž z vesmíru. – ISBN 80-00-01686-9
- Kolumbové vesmíru, 1. díl: Souboj o Měsíc. Praha, Litomyšl: Paseka, 2006 – personifikovaná historie kosmonautiky a raketové techniky. – ISBN 80-7185-651-7
- Kolumbové vesmíru, 2. díl: Souboj o stanice. Praha, Litomyšl: Paseka, 2007 – personifikovaná historie kosmonautiky a raketové techniky. – ISBN 978-80-7185-749-5
- Atomoví vyzvědači (druhé doplněné vydání). Praha: Albatros, 2007 ISBN 978-80-00-01984-0
- Rytíři lékařského stavu – 14 portrétů významných českých lékařů. Nakl. Brána, 2007. (spolu s M. Riebauerovou) – ISBN 978-80-7243-318-6
- Půlstoletí kosmonautiky. (spolu s   A. Vítkem) Praha: Epocha, 2008 – knižní podoba seriálu ze serveru Technet. – ISBN 978-80-87027-71-4
- Významní čeští lékaři, et al. Praha: Brána, 2008 – ISBN 978-80-7243-369-8
- Atomoví vyzvědači studené války Praha: Epocha, 2009 – ISBN 978-80-7425-001-9
- Elita české medicíny, et. al. Praha: Brána, 2010 – ISBN 978-80-7243-475-6
- Osudové okamžiky XX. století Praha: Albatros-Plus, 2011 – ISBN 978-80-259-0068-0
- Češi v kosmu Praha: Academia, 2011 – ISBN 978-80-200-2033-8
- Osudová třináctka – Státníci, diktátoři a zločinci, kteří formovali 20. století Praha: Brána 2012 – ISBN 978-80-7243-578-4
- Doteky dějin – Neobvyklý pohled do zákulisí moderní historie Praha: Albatros-Plus 2012, ISBN 978-80-259-0151-9
- Osudové okamžiky Československa 3. doplněné vydání Praha: Brána 2012 ISBN 978-80-7243-597-5
- Život novináře aneb „To je ten, co byl na startu Američanů na Měsíc“ Praha: Academia 2012 ISBN 978-80-200-2136-6
- Velké špionážní operace dvou světových válek Praha: Daranus 2013 ISBN 978-80-87423-54-7
- Hvězdy vědeckého nebe – editor; spoluautoři Eva Bobůrková, Marina Hužvárová, Ivana Karásková, Libuše Koubská, Josef Tuček Praha: Academia 2013 ISBN 978-80-200-2311-7
- Další doteky dějin Praha: Albatros-Plus 2013 ISBN 978-80-259-0231-8
- Lidé v mé paměti Praha: Academia 2014 ISBN 978-80-200-2315-5 (recenze[14])
- Nevšední doteky dějin Praha: Albatros-Plus 2014 ISBN 978-80-259-0300-1
- Velké špionážní operace časů studené války (1945–1965) Praha: Daranus 2014 ISBN 978-80-87423-63-9
- Velké špionážní operace vrcholu, konce a dozvuků studené války (1968–2001) Praha: Daranus 2015 ISBN 978-80-87423-66-0
- Géniové XX. století, díl 1 Praha: Motto 2015 ISBN 978-80-267-0484-3
- Velmistři špionáže Praha: Plus 2015 ISBN 978-80-259-0464-0
- Géniové XX. století. Kniha druhá Praha: Motto 2016 – ISBN 978-80-267-0652-6
- Podivné špionážní hry Praha: Plus 2016 – ISBN 978-80-259-0590-6
- Neobyčejné okamžiky historie Praha: Plus 2017 – ISBN 978-80-259-0618-7
- Tajný závod o Měsíc Praha: Albatros Media 2017 – ISBN 978-80-744-8068-3
- Géniové XX. století Kniha třetí Praha: Motto 2017 – ISBN 978-80-267-0894-0
- Kosmonauti na pokraji smrti Praha: Plus 2018 – ISBN 978-80-259-0785-6
- Osudové okamžiky Československa, rozšířené vydání Praha: Plus 2018 – ISBN 978-80-259-0871-6
- Čtvrtstoletí republiky Praha: Plus 2018 – ISBN 978-80-259-0975-1
- Státníci a zločinci XX. století Praha: Plus 2019 – ISBN 978-80-259-1021-4
- Hořké konce vyzvědačů Praha: Plus 2019 – ISBN 978-80-259-1052-8
- ...a velký skok pro lidstvo, obnovené vydání Praha: Kniha Zlín 2019 – ISBN 978-80-747-3768-8
- Konstruktéři raketového věku Praha: Kniha Zlín 2020 – ISBN 978-80-766-2023-0
- Českoslovenští vyzvědači Praha: Kniha Zlín 2021 – ISBN 978-80-766-2055-1
- Psaní jako posedlost Praha: Kniha Zlín 2021 ISBN 978-80-766-2107-7
- Vyzvědačky bez závoje Praha: Kniha Zlín 2021 – ISBN 978-80-766-2195-4
- Minuty do atomové půlnoci Praha: Kniha Zlín 2022 – ISBN 978-80-766-2280-7
- Tajné války tajných služeb Praha Kniha Zlín 2022 – ISBN 978-80-766-2380-4

### Televize a film
- Ze Země až ke hvězdám. 13 půlhodinových dílů – historie raketové techniky a kosmonautiky, vysílaný poprvé na jaře 1971, v dalších letech po cenzuře několikrát opakovaný
- Modrá planeta – spoluautor námětu komedie z roku 1979[15]
- Československo v síti zvláštních služeb. 19 hodinových dokumentů – historie čs. výzvědných služeb 1914–1989, vysílání 2002; Cena Trilobit Beroun 2002 (výroční ceny FITES za filmovou a televizní tvorbu) udělena Karlu Hyniemu a Karlu Pacnerovi jako autorům koncepce tohoto cyklu[16]

## Ocenění
- 2020 Cena Egona Ervína Kische za literaturu faktu 2020 za trilogii Čs. vyzvědači
- 2017 Cena Opus Vitae za novinářskou vitalitu a obdivuhodnou vytrvalost[17]
- 2002 Cena Trilobit
- Cena za popularizaci vědy
- Cena Rady vlády pro vědecký a technologický rozvoj ČR
- Pamětní deska na staré radnici v Janovicích nad Úhlavou[2]